# Comitatul King, Washington
King County este un comitat în statul Washington, SUA. Comitatul ocupă o suprafață de 5,975 km² având în anul 2007 o populație de 1,859,284 loc. El este cel mai mare comitat din statul Washington. 

## Demografie
|  | Graficele sunt indisponibile din cauza unor probleme tehnice. Mai multe informații se găsesc la Phabricator și la wiki-ul MediaWiki. |

Date: Wikidata - grafică realizată de Wikipedia

## Membrii din consiliul de conducere

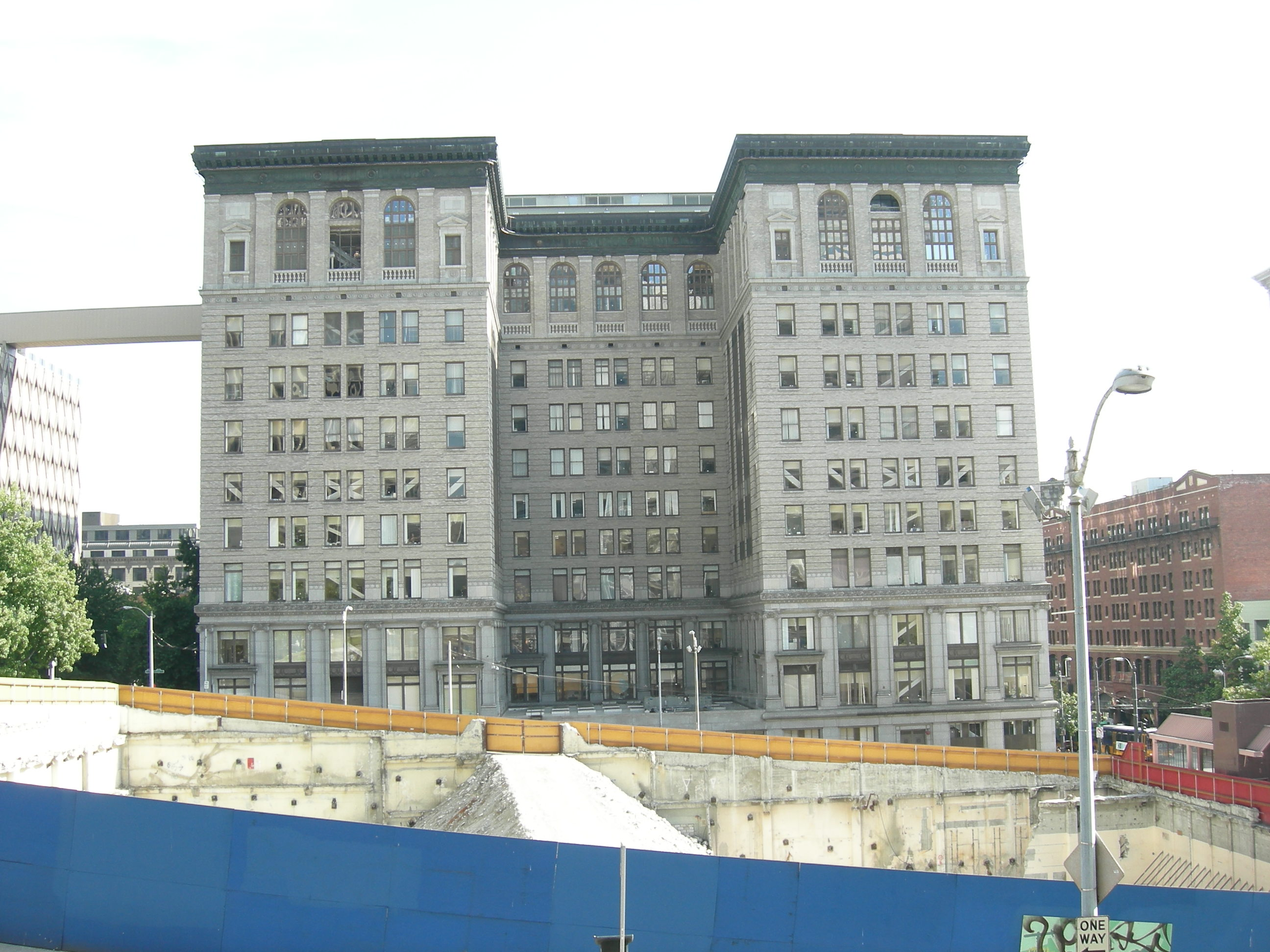
King County Courthouse (2007).

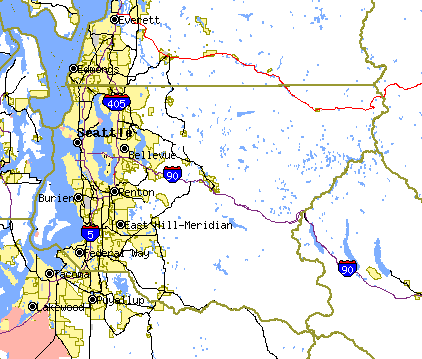
Harta comitatului

- District 1 - Bob Ferguson
- District 2 - Larry Gossett
- District 3 - Kathy Lambert
- District 4 - Larry Phillips
- District 5 - Julia Patterson
- District 6 - Jane Hague
- District 7 - Pete von Reichbauer
- District 8 - Dow Constantine
- District 9 - Reagan Dunn

## Teritorii încorporate
- Algona
- Auburn (partial)
- Beaux Arts Village
- Bellevue
- Black Diamond
- Bothell (partial)
- Burien
- Carnation
- Clyde Hill
- Covington
- Des Moines
- Duvall
- Enumclaw
- Federal Way
- Hunts Point
- Issaquah
- Kenmore
- Kent
- Kirkland
- Lake Forest Park
- Maple Valley
- Medina
- Mercer Island
- Milton (partial)
- Newcastle
- Normandy Park
- North Bend
- Pacific (partial)
- Redmond
- Renton
- Sammamish
- SeaTac
- Seattle
- Shoreline
- Skykomish
- Snoqualmie
- Tukwila
- Woodinville
- Yarrow Point

## Localități
Adelaide
Alpental
Avondale
Bitter Lake
Buena
Burton
Cedar Falls
Coal Creek
Crystal Mountain
Cumberland
Denny Creek
Dockton
Duwamish
Earlmount
East Union
Ernie's Grove
Four Corners
Garcia
Grotto
Hazelwood
Houghton
Juanita
Kanaskat
Kangley
Kennydale
Klahanie
Krain
Lake Alice
Lake Joy
Lake Sawyer
McMicken Heights
Midway
Mirror Lake
Morganville
Naco
Newport Hills
North City
Osceola
Palmer
Portage
Preston
Queensgate
Redondo
Redondo Beach
Richmond Beach
Richmond Highlands
Scenic
Shorewood
Spring Glen
Tahlequah
Totem Lake
Wabash
Wilderness Village
Woodmont Beach